# Llista de monuments de Consell
Llista de monuments de Consell catalogats pel consell insular de Mallorca com a Béns d'Interès Cultural en la categoria de monuments pel seu interès històric, artístic, arquitectònic, arqueològic, històric-industrial, etnològic, social, científic o tècnic.
| Monument                                      | Tipus                | Localització | Coordenades                                          | Codi?         | Imatge |
| --------------------------------------------- | -------------------- | ------------ | ---------------------------------------------------- | ------------- | --- |
| Creu del Cementeri                            | Creus de terme       | Consell      | 39° 40′ 18″ N, 2° 48′ 54″ E / 39.671794°N,2.814917°E | RI-51-0010278 | Creu del Cementeri (Consell) · Vegeu més fotos d'aquest monument · Carregueu una nova foto d'aquest monument |
| Necròpolis de Mainou                          | Monument arqueològic | Consell      |                                                      | RI-51-0001996 | Carregueu una nova foto d'aquest monument                                                                    |
| Restes prehistòriques de Son Jordi / Es Velar | Monument arqueològic | Consell      | 39° 40′ 47″ N, 2° 48′ 11″ E / 39.679848°N,2.803013°E | RI-51-0001997 | Carregueu una nova foto d'aquest monument                                                                    |